# Сусурлук
Сусурлук (тур. Susurluk) — город и район в провинции Балыкесир (Турция).

## История
Эти земли входили в состав различных государств, пока Орхан I не включил их в состав Османской империи. После русско-турецких войн 1858 и 1878 годов здесь были расселены беженцы с Крыма, Кавказа и Балкан. В 1926 году был образован район Сусурлук.